# Stranglehold (film)
Stranglehold è un film del 1963 diretto da Lawrence Huntington.

## Trama
L'attore americano Bill Morrison, famoso per i suoi ruoli da gangster, si trova a Londra per girare un nuovo film. Sua moglie decide di lasciarlo e in un impeto di rabbia, teme di averla uccisa.